# Granville South
Granville South és una concentració de població designada pel cens dels Estats Units a l'estat d'Ohio. Segons el cens del 2000 tenia 1.194 habitants.

## Demografia
Segons el cens del 2000, Granville South tenia 1.194 habitants, 424 habitatges, i 362 famílies. La densitat de població era de 75,5 habitants per km².
Dels 424 habitatges en un 41,5% hi vivien nens de menys de 18 anys, en un 79,5% hi vivien parelles casades, en un 4,7% dones solteres, i en un 14,4% no eren unitats familiars. En el 13,2% dels habitatges hi vivien persones soles el 6,8% de les quals corresponia a persones de 65 anys o més que vivien soles. El nombre mitjà de persones vivint en cada habitatge era de 2,82 i el nombre mitjà de persones que vivien en cada família era de 3,09.
Per edats la població es repartia de la següent manera: un 28,6% tenia menys de 18 anys, un 4,5% entre 18 i 24, un 22,5% entre 25 i 44, un 32,6% de 45 a 60 i un 11,8% 65 anys o més.
L'edat mediana era de 42 anys. Per cada 100 dones de 18 o més anys hi havia 90 homes.
La renda mediana per habitatge era de 65.694 $ i la renda mediana per família de 77.301 $. Els homes tenien una renda mediana de 57.202 $ mentre que les dones 25.217 $. La renda per capita de la població era de 27.043 $. Cap de les famílies i l'1,3% de la població estaven per davall del llindar de pobresa.

## Poblacions més properes
El següent diagrama mostra les poblacions més properes.